# Hourc
Hourc est une commune française située dans département des Hautes-Pyrénées, en région Occitanie.
La commune possède un patrimoine naturel remarquable composé de deux zones naturelles d'intérêt écologique, faunistique et floristique.

## Géographie

### Localisation

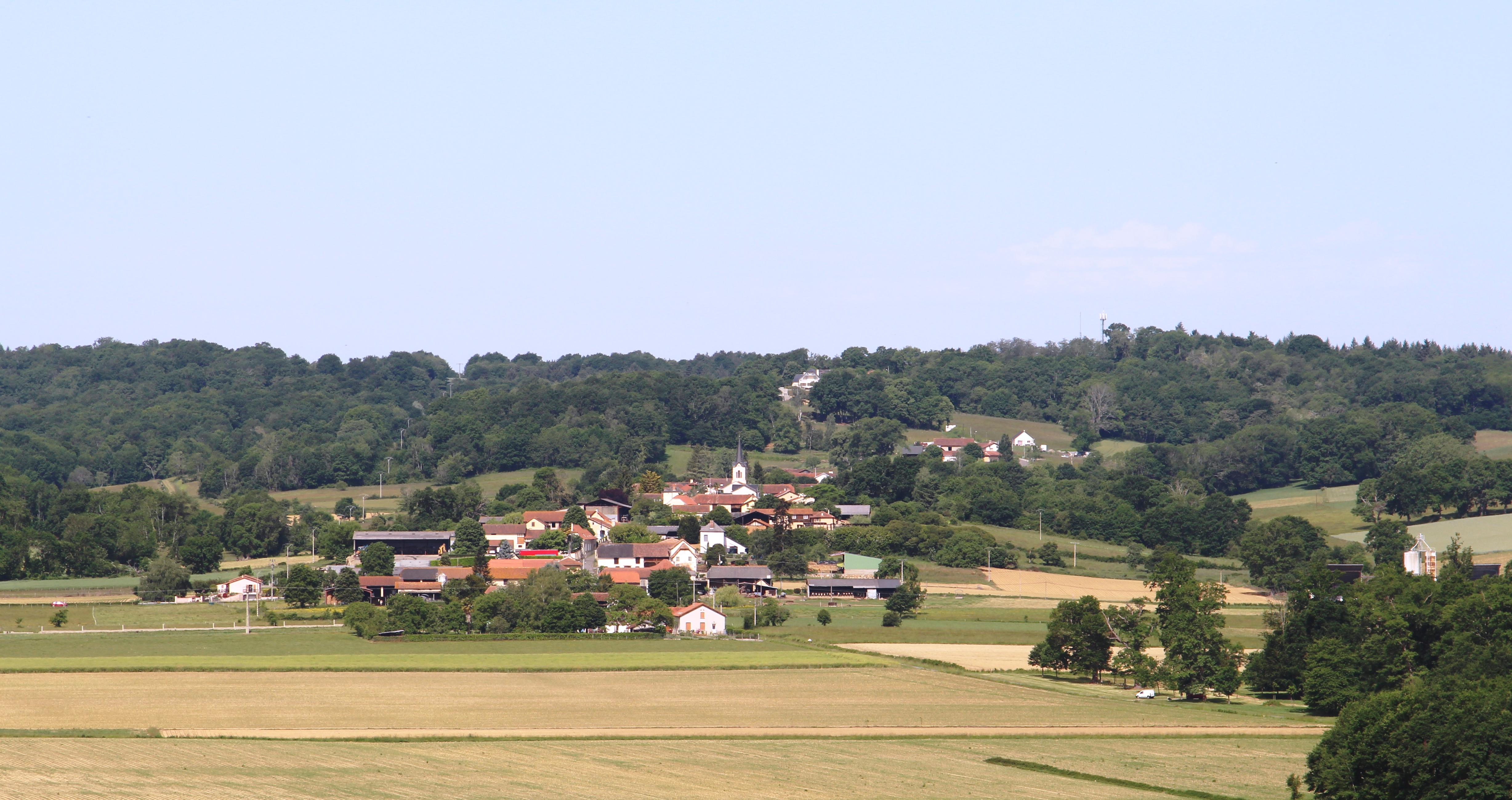
Paysage dans les environs du village de Hourc

La commune de Hourc se trouve dans le  le nord du département des Hautes-Pyrénées, en région Occitanie.
Elle se situe à 8 km à vol d'oiseau de Tarbes, et à 18 km de Trie-sur-Baïse.
Sur le plan historique et culturel, Hourc fait partie de l’ancien comté de Bigorre, comté historique des Pyrénées françaises et de Gascogne créé au IXe siècle puis rattaché au domaine royal en 1302, inclus ensuite au comté de Foix en 1425 puis une nouvelle fois rattaché au royaume de France en 1607. La commune est dans le pays de Tarbes et de la Haute Bigorre.
La commune se trouve dans l'aire d'attraction de Lourdes, ainsi que dans la zone d'emploi de Tarbes-Lourdes et dans le bassin de vie de Tarbes.

### Communes limitrophes
Les communes limitrophes sont Pouyastruc, Coussan, Lizos, Marquerie et Souyeaux.
|       | Pouyastruc | Marquerie |
| Lizos | Hourc      | Coussan   |
|       | Souyeaux   |           |

### Géologie et relief
La superficie de la commune est de 2,00 km2 ; son altitude varie de 266  à   406 mètres.

### Hydrographie

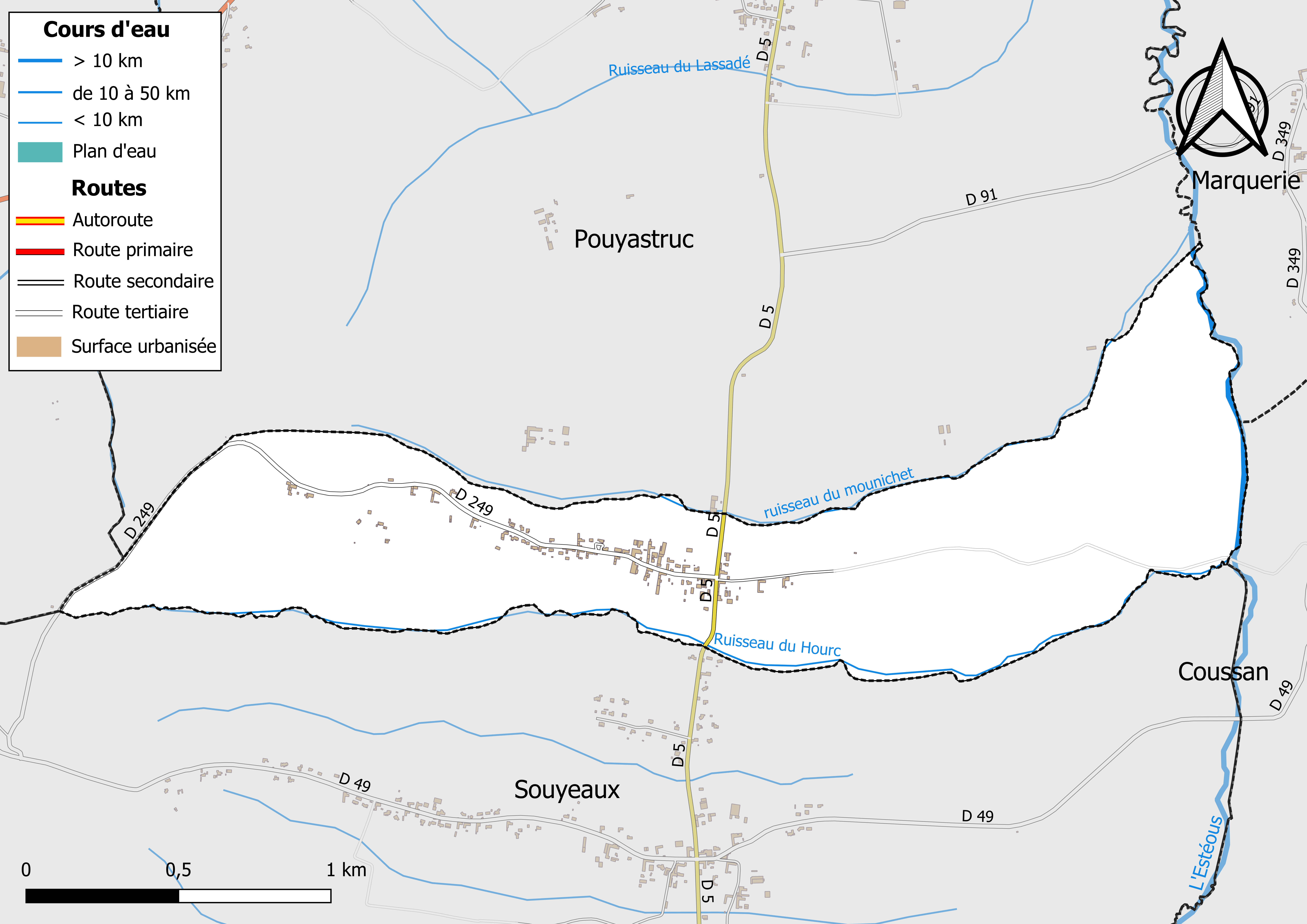
Carte hydrographique et des infrastructures de transport de la commune.

La commune est dans le bassin de l'Adour, au sein du bassin hydrographique Adour-Garonne.
Elle est drainée par l'Estéous, le ruisseau du Hourc et le ruisseau du mounichet, constituant un réseau hydrographique de 4 km de longueur totale,.
L'Estéous, d'une longueur totale de 45,3 km, prend sa source dans la commune de Souyeaux et s'écoule vers le nord-est. Il traverse la commune et se jette dans l'Adour à Labatut-Rivière, après avoir traversé 29 communes.

### Climat
Le climat est tempéré de type océanique, en raison de l'influence proche de l'océan Atlantique situé à peu près 150 km plus à l'ouest. La proximité des Pyrénées fait que la commune profite d'un effet de foehn, il peut aussi y neiger en hiver, même si cela reste inhabituel.
| Mois                              | jan.  | fév.  | mars  | avril | mai   | juin  | jui.  | août  | sep.  | oct.  | nov.  | déc.  | année   |
| --------------------------------- | ----- | ----- | ----- | ----- | ----- | ----- | ----- | ----- | ----- | ----- | ----- | ----- | ------- |
| Température minimale moyenne (°C) | 0,6   | 1,3   | 2,7   | 5,2   | 8,3   | 11,6  | 14,1  | 13,9  | 11,7  | 8     | 3,6   | 1,3   | 6,9     |
| Température moyenne (°C)          | 5,3   | 6,1   | 7,8   | 10    | 13,3  | 16,7  | 19,3  | 19    | 17,2  | 13,3  | 8,5   | 5,8   | 11,9    |
| Température maximale moyenne (°C) | 9,9   | 11    | 12,9  | 14,8  | 18,3  | 21,7  | 24,5  | 24    | 22,6  | 18,6  | 13,4  | 10,4  | 16,8    |
| Ensoleillement (h)                | 108,8 | 118,8 | 155,6 | 157,2 | 181,3 | 191,5 | 215,5 | 196,4 | 194,5 | 164,4 | 124,4 | 104,4 | 1 912,8 |
| Précipitations (mm)               | 112,8 | 97,5  | 100,2 | 105,7 | 113,6 | 80,7  | 57,3  | 70,3  | 71    | 85,2  | 93    | 112,1 | 1 099,4 |

### Milieux naturels et biodiversité
L’inventaire des zones naturelles d'intérêt écologique, faunistique et floristique (ZNIEFF) a pour objectif de réaliser une couverture des zones les plus intéressantes sur le plan écologique, essentiellement dans la perspective d’améliorer la connaissance du patrimoine naturel national et de fournir aux différents décideurs un outil d’aide à la prise en compte de l’environnement dans l’aménagement du territoire.
Une ZNIEFF de type 1 est recensée sur la commune : les « bois de Rebisclou et Souyeaux » (1 334 ha), couvrant 13 communes du département et une ZNIEFF de type 2, : les « coteaux de Haget à Lhez » (4 261 ha), couvrant 32 communes dont quatre dans le Gers et 28 dans les Hautes-Pyrénées.

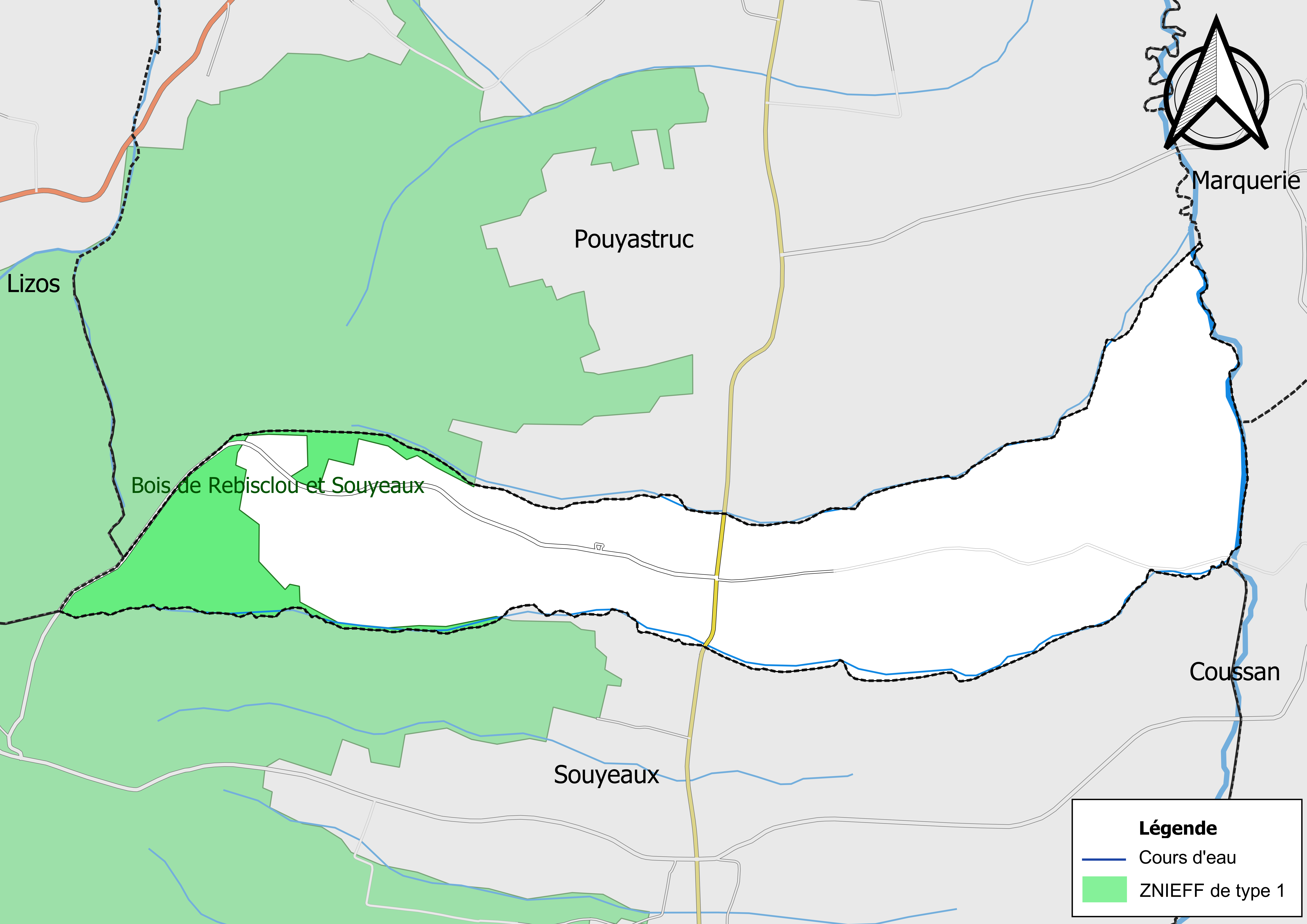
Carte de la ZNIEFF de type 1 sur la commune.
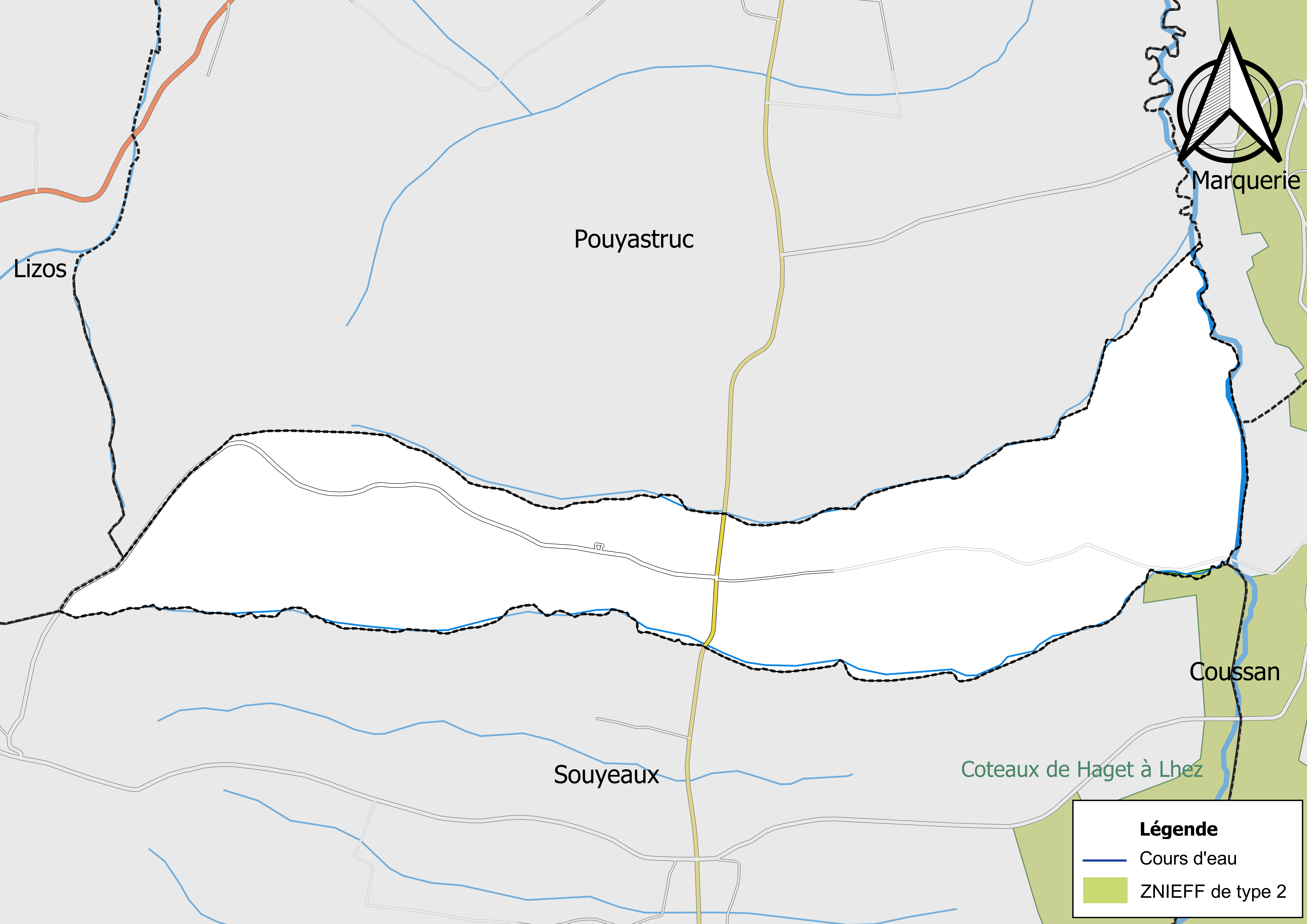
Carte de la ZNIEFF de type 2 sur la commune.

## Urbanisme

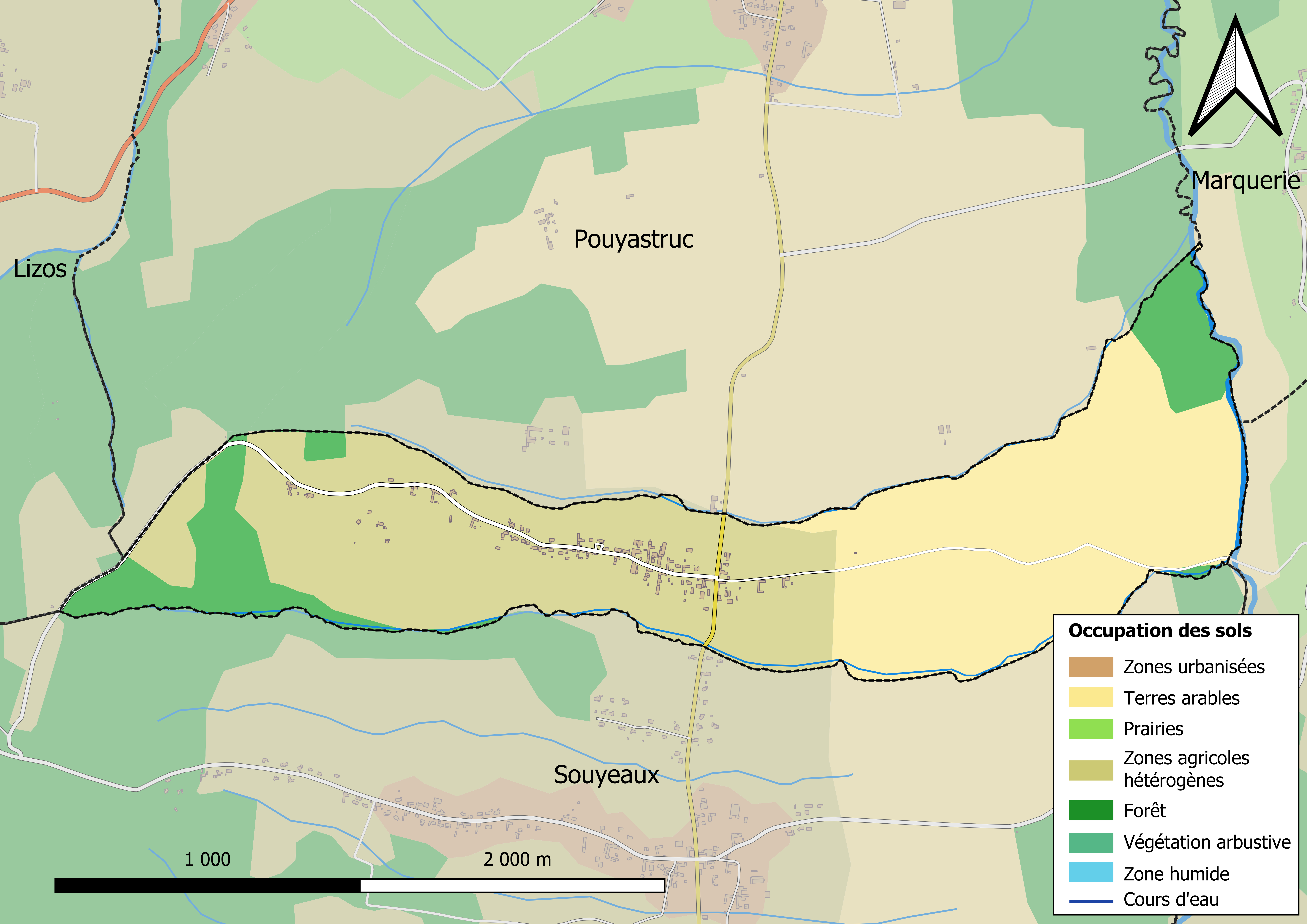
Carte des infrastructures et de l'occupation des sols en 2018 (CLC) de la commune.

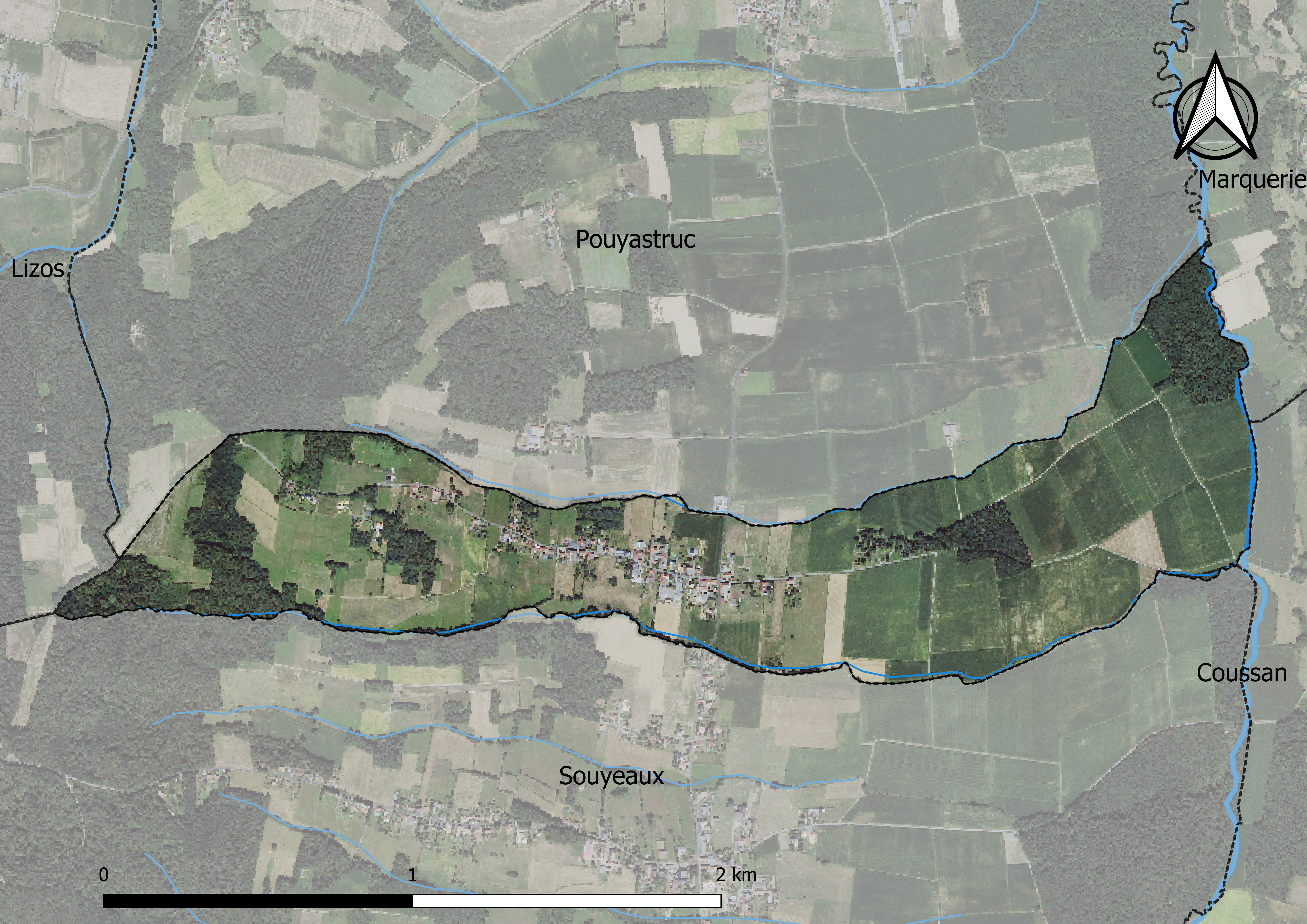
Carte orthophotogrammétrique de la commune.

### Typologie
Au 1er janvier 2024, Hourc est catégorisée commune rurale à habitat dispersé, selon la nouvelle grille communale de densité à sept niveaux définie par l'Insee en 2022.
Elle est située hors unité urbaine. Par ailleurs la commune fait partie de l'aire d'attraction de Tarbes, dont elle est une commune de la couronne,. Cette aire, qui regroupe 153 communes, est catégorisée dans les aires de 50 000 à moins de 200 000 habitants,.

### Occupation des sols
L'occupation des sols de la commune, telle qu'elle ressort de la base de données européenne d’occupation biophysique des sols Corine Land Cover (CLC), est marquée par l'importance des territoires agricoles (86,2 % en 2018), une proportion identique à celle de 1990 (86,2 %). La répartition détaillée en 2018 est la suivante : 
zones agricoles hétérogènes (44,6 %), terres arables (41,6 %), forêts (13,8 %).
L'IGN met par ailleurs à disposition un outil en ligne permettant de comparer l’évolution dans le temps de l’occupation des sols de la commune (ou de territoires à des échelles différentes). Plusieurs époques sont accessibles sous forme de cartes ou photos aériennes : la carte de Cassini (XVIIIe siècle), la carte d'état-major (1820-1866) et la période actuelle (1950 à aujourd'hui).

### Habitat et logement
En 2021, le nombre total de logements dans la commune était de 52, alors qu'il était de 49 en 2016 et de 51 en 2011.
Parmi ces logements, 81,9 % étaient des résidences principales, 14 % des résidences secondaires et 4 % des logements vacants. Ces logements étaient pour 98 % d'entre eux des maisons individuelles et pour 2 % des appartements.
Le tableau ci-dessous présente la typologie des logements à Hourc en 2021 en comparaison avec celle des Hautes-Pyrénées et de la France entière. Une caractéristique marquante du parc de logements est ainsi une proportion de résidences secondaires et logements occasionnels (14 %) inférieure à celle du département (23,3 %) mais supérieure à celle de la France entière (9,7 %).
| Typologie                                               | Hourc | Hautes-Pyrénées | France entière |
| ------------------------------------------------------- | ----- | --------------- | -------------- |
| Résidences principales (en %)                           | 81,9  | 67,5            | 82,2           |
| Résidences secondaires et logements occasionnels (en %) | 14    | 23,3            | 9,7            |
| Logements vacants (en %)                                | 4     | 9,3             | 8,1            |

### Voies de communication et transports
Hourc est desservie par la RD 5.

### Risques naturels et technologiques
Le territoire de la commune de Hourc est vulnérable à différents aléas naturels : météorologiques (tempête, orage, neige, grand froid, canicule ou sécheresse), inondations, mouvements de terrains et séisme (sismicité modérée). Un site publié par le BRGM permet d'évaluer simplement et rapidement les risques d'un bien localisé soit par son adresse soit par le numéro de sa parcelle.
Certaines parties du territoire communal sont susceptibles d’être affectées par le risque d’inondation par débordement de cours d'eau, notamment l'Estéous. La cartographie des zones inondables en ex-Midi-Pyrénées réalisée dans le cadre du XIe Contrat de plan État-région, visant à informer les citoyens et les décideurs sur le risque d’inondation, est accessible sur le site de la DREAL Occitanie. La commune a été reconnue en état de catastrophe naturelle au titre des dommages causés par les inondations et coulées de boue survenues en 1982, 1999 et 2009,.
Hourc est exposée au risque de feu de forêt. Un plan départemental de protection des forêts contre les incendies a été approuvé par arrêté préfectoral le 21 avril 2020 pour la période 2020-2029. Le précédent couvrait la période 2007-2017. L’emploi du feu est régi par deux types de réglementations. D’abord le code forestier et l’arrêté préfectoral du 27 octobre 2014, qui réglementent l’emploi du feu à moins de 200 m des espaces naturels combustibles sur l’ensemble du département. Ensuite celle établie dans le cadre de la lutte contre la pollution de l’air, qui interdit le brûlage des déchets verts des particuliers. L’écobuage est quant à lui réglementé dans le cadre de commissions locales d’écobuage (CLE)

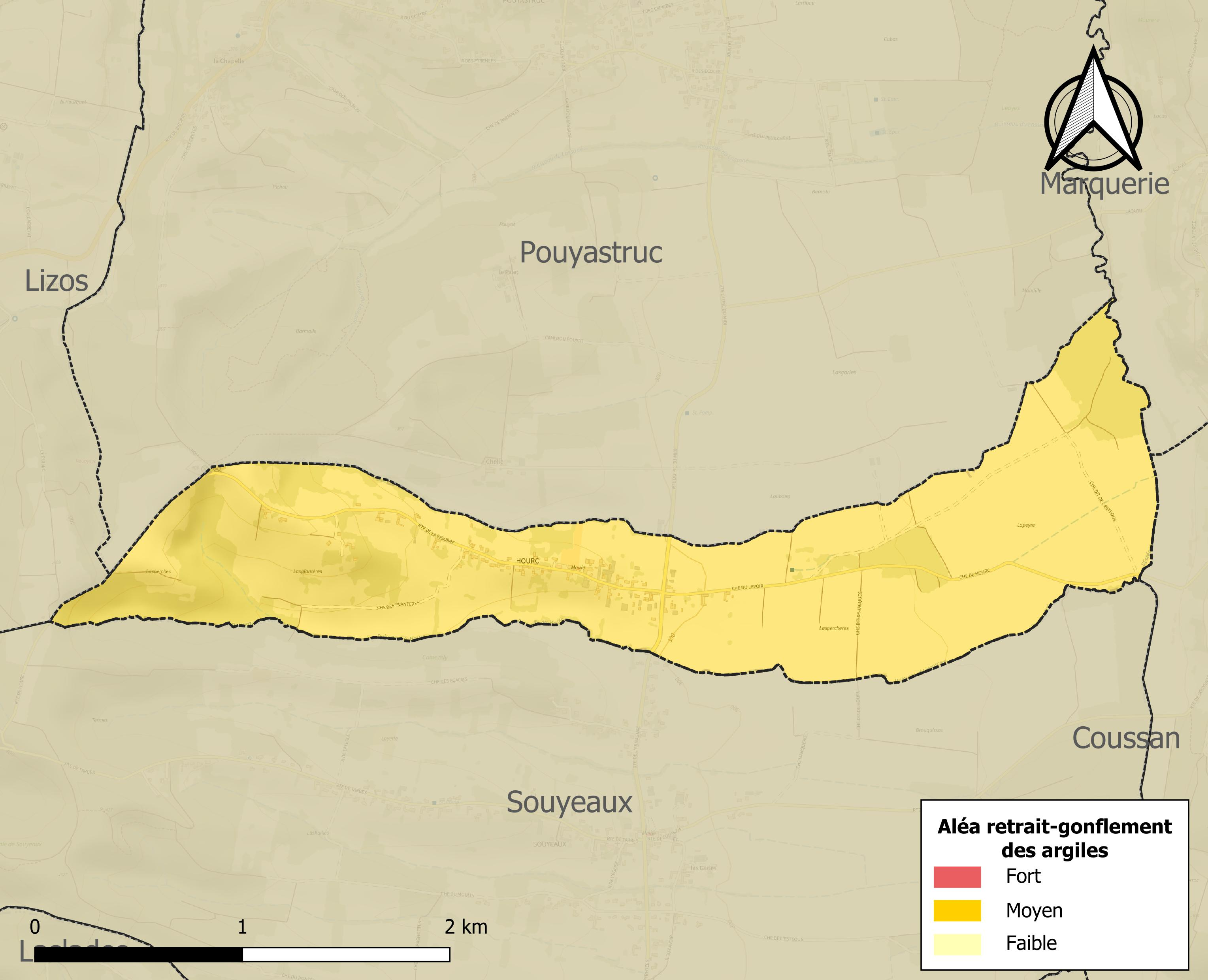
Carte des zones d'aléa retrait-gonflement des sols argileux de Hourc.

Les mouvements de terrains susceptibles de se produire sur la commune sont des tassements différentiels.
Le retrait-gonflement des sols argileux est susceptible d'engendrer des dommages importants aux bâtiments en cas d’alternance de périodes de sécheresse et de pluie. La totalité de la commune est en aléa moyen ou fort (44,5 % au niveau départemental et 48,5 % au niveau national). Sur les 45 bâtiments dénombrés sur la commune en 2019, 45 sont en aléa moyen ou fort, soit 100 %, à comparer aux 75 % au niveau départemental et 54 % au niveau national. Une cartographie de l'exposition du territoire national au retrait gonflement des sols argileux est disponible sur le site du BRGM,.
Par ailleurs, afin de mieux appréhender le risque d’affaissement de terrain, l'inventaire national des cavités souterraines permet de localiser celles situées sur la commune.
Concernant les mouvements de terrains, la commune a été reconnue en état de catastrophe naturelle au titre des dommages causés par la sécheresse en 2003 et par des mouvements de terrain en 1999.

## Toponymie

On trouvera les principales informations dans le Dictionnaire toponymique des communes des Hautes-Pyrénées de Michel Grosclaude et Jean-François Le Nail qui rapporte les dénominations historiques du village :
Dénominations historiques :
- De Forqueto, latin (1313, Debita regi Navarre).1 ;
- De Furno, latin (1342, pouillé de Tarbes) ;
- deu Forc, Lo Forc (1429, censier de Bigorre) ;
- Paroisse du Hourc, le Hourc (1738, registres paroissiaux) ;
- Lehourc (1790, Département 1 et 2) ;
- Le Hourc (fin XVIIIe siècle, carte de Cassini).

Étymologie : du gascon horc (latin furcum) : bois, forêt.
Nom occitan : Lo Horc.

## Histoire

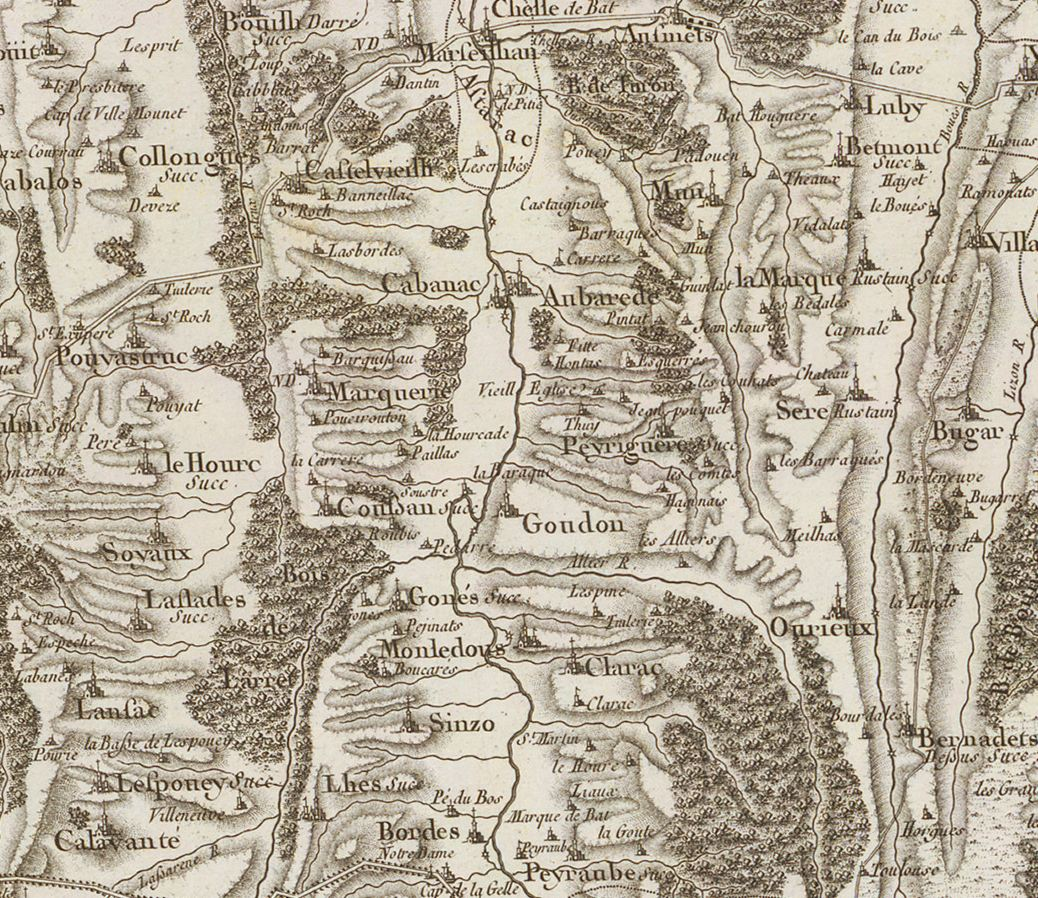
Extrait de la carte de Cassini (entre 1756 et 1789) situant Hourc au sud de Pouyastruc.

La localité relevait sous l'Ancien Régime du Pays et de la sénéchaussée de Bigorre, quarteron de Tarbes.

## Politique et administration

### Rattachements administratifs et électoraux

#### Rattachements administratifs
La commune se trouve dans l'arrondissement de Tarbes du département des Hautes-Pyrénées.
Elle faisait partie entre 1793 et 1803 du canton d'Aubarede puis, depuis cette date du canton de Pouyastruc, son nouveau chef-lieu. Dans le cadre du redécoupage cantonal de 2014 en France, cette circonscription administrative territoriale a disparu, et le canton n'est plus qu'une circonscription électorale.

#### Rattachements électoraux
Pour les élections départementales, la commune fait partie depuis 2014 du canton des Coteaux.
Pour l'élection des députés, elle fait partie de la première circonscription des Hautes-Pyrénées.

### Intercommunalité
Hourc était membre de la petite communauté de communes Arret Darré et Estéous, un établissement public de coopération intercommunale (EPCI) à fiscalité propre créé fin 1999 et auquel la commune avait transféré un certain nombre de ses compétences, dans les conditions déterminées par le code général des collectivités territoriales.
Conformément aux prescriptions de la loi de réforme des collectivités territoriales du 16 décembre 2010, qui a prévu le renforcement et la simplification des intercommunalités et la constitution de structures intercommunales de grande taille, celle-ci a fusionné avec ses voisines pour former, le 1er janvier 2013 pour former la communauté de communes des Coteaux de Pouyastruc.
Dans le cadre des dispositions de la loi portant nouvelle organisation territoriale de la République du 7 août 2015, qui prévoit que les établissements publics de coopération intercommunale (EPCI) à fiscalité propre doivent avoir un minimum de 15 000 habitants, une nouvelle fusion intervient le 1er janvier 2017 entre les communautés de communes des Coteaux de Pouyastruc et des Coteaux de l'Arros, formant la communauté de communes des Coteaux du Val d'Arros, dont est désormais membre la commune.

### Liste des maires
| Période                                  | Période                        | Identité           | Étiquette | Qualité                 |
| ---------------------------------------- | ------------------------------ | ------------------ | --------- | ----------------------- |
| Les données manquantes sont à compléter. |                                |                    |           |                         |
|                                          |                                |                    |           |                         |
| 1977                                     | 1989                           | Fernand Duthu      |           |                         |
| mars 1989                                | mars 1995                      | Georgette Sacau    |           |                         |
| mars 1995                                | mars 2001                      | Norbert Llorente   |           |                         |
| mars 2001                                | 2014                           | Gilbert Villemur   |           |                         |
| 2014                                     | février 2023                   | Jean Claude Abadie |           | Retraité Démissionnaire |
| février 2023                             | En cours (au 30 novembre 2023) | Didier Duthu       |           | Agriculteur céréalier   |

## Équipements et services publics

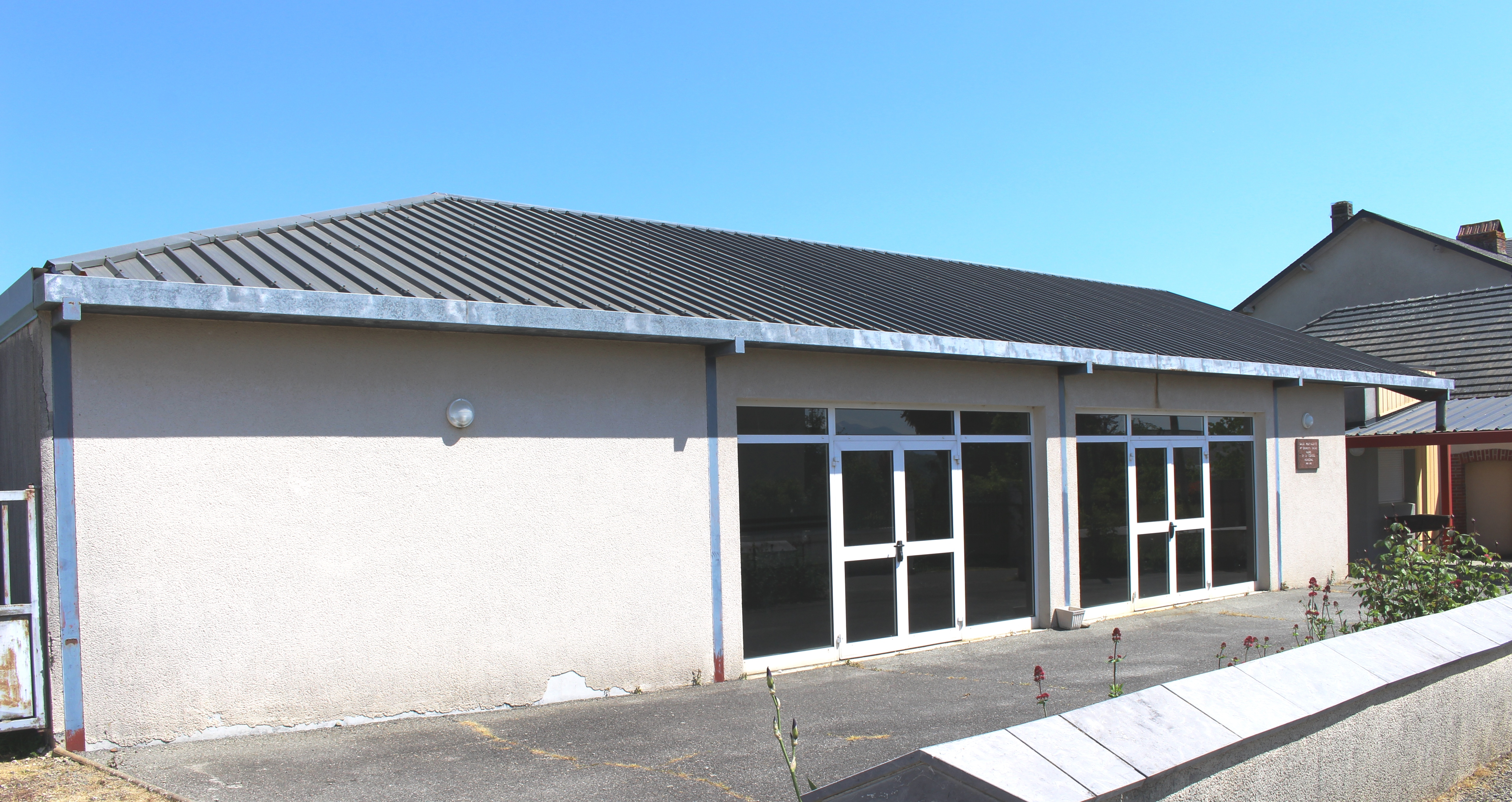
Le foyer rural Georgette-Sacau en 2017.

### Enseignement
La commune dépend de l'académie de Toulouse. Elle ne dispose plus d'école en 2016.

## Population et société
Les habitants sont appelés les Hourcés.

### Démographie
L'évolution du nombre d'habitants est connue à travers les recensements de la population effectués dans la commune depuis 1793. Pour les communes de moins de 10 000 habitants, une enquête de recensement portant sur toute la population est réalisée tous les cinq ans, les populations de référence des années intermédiaires étant quant à elles estimées par interpolation ou extrapolation. Pour la commune, le premier recensement exhaustif entrant dans le cadre du nouveau dispositif a été réalisé en 2004.

En 2022, la commune comptait 109 habitants, en évolution de −1,8 % par rapport à 2016 (Hautes-Pyrénées : +1,59 %, France hors Mayotte : +2,11 %).
| 1793 | 1800 | 1806 | 1821 | 1831 | 1836 | 1841 | 1846 | 1851 |
| ---- | ---- | ---- | ---- | ---- | ---- | ---- | ---- | ---- |
| 102  | 112  | 152  | 163  | 181  | 200  | 192  | 191  | 181  |

| 1856 | 1861 | 1866 | 1876 | 1881 | 1886 | 1891 | 1896 | 1901 |
| ---- | ---- | ---- | ---- | ---- | ---- | ---- | ---- | ---- |
| 180  | 170  | 169  | 158  | 168  | 152  | 133  | 130  | 127  |

| 1906 | 1911 | 1921 | 1926 | 1931 | 1936 | 1946 | 1954 | 1962 |
| ---- | ---- | ---- | ---- | ---- | ---- | ---- | ---- | ---- |
| 124  | 124  | 106  | 105  | 101  | 89   | 90   | 94   | 95   |

| 1968 | 1975 | 1982 | 1990 | 1999 | 2004 | 2006 | 2009 | 2014 |
| ---- | ---- | ---- | ---- | ---- | ---- | ---- | ---- | ---- |
| 78   | 74   | 75   | 104  | 104  | 108  | 107  | 109  | 111  |

| 2019 | 2022 | - | - | - | - | - | - | - |
| ---- | ---- | - | - | - | - | - | - | - |
| 105  | 109  | - | - | - | - | - | - | - |

## Économie

### Emploi
|                | 2008  | 2013  | 2018  |
| -------------- | ----- | ----- | ----- |
| Commune        | 2,8 % | 5,9 % | 6,6 % |
| Département    | 7,7 % | 9,4 % | 9,8 % |
| France entière | 8,3 % | 10 %  | 10 %  |

En 2018, la population âgée de 15 à 64 ans s'élève à 62 personnes, parmi lesquelles on compte 77 % d'actifs (70,5 % ayant un emploi et 6,6 % de chômeurs) et 23 % d'inactifs,. Depuis 2008, le taux de chômage communal (au sens du recensement) des 15-64 ans est inférieur à celui de la France et du département.
La commune fait partie de la couronne de l'aire d'attraction de Tarbes, du fait qu'au moins 15 % des actifs travaillent dans le pôle,. Elle compte 21 emplois en 2018, contre 18 en 2013 et 17 en 2008. Le nombre d'actifs ayant un emploi résidant dans la commune est de 46, soit un indicateur de concentration d'emploi de 46,2 % et un taux d'activité parmi les 15 ans ou plus de 57,6 %.
Sur ces 46 actifs de 15 ans ou plus ayant un emploi, 12 travaillent dans la commune, soit 27 % des habitants. Pour se rendre au travail, 84,4 % des habitants utilisent un véhicule personnel ou de fonction à quatre roues, 2,2 % les transports en commun, 2,2 % s'y rendent en deux-roues, à vélo ou à pied et 11,1 % n'ont pas besoin de transport (travail au domicile).

## Culture locale et patrimoine

### Lieux et monuments
- Église Saint-Jean-l'Évangéliste de Hourc.
- Lavoir.
- Monument aux morts

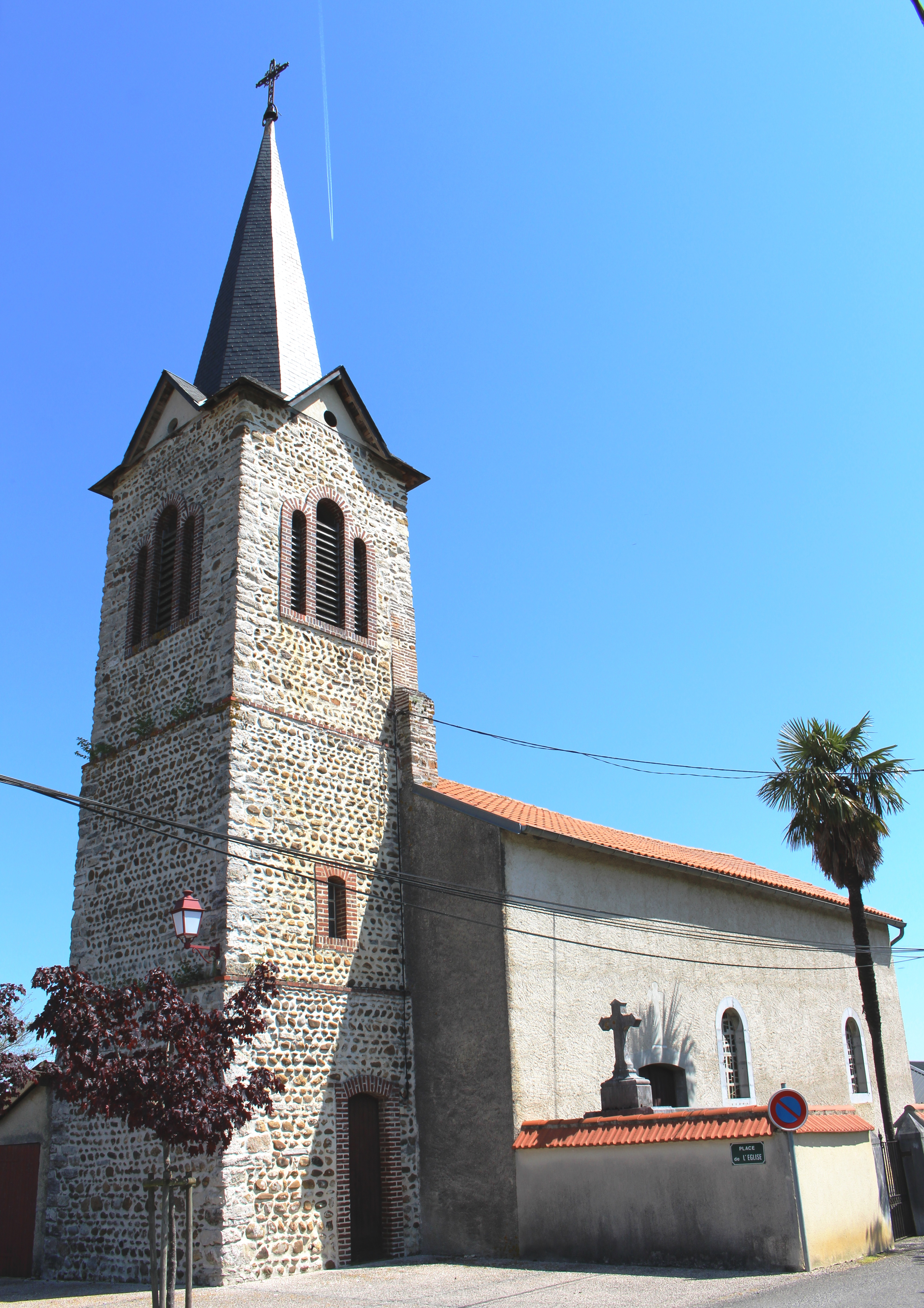
L'église Saint-Jean-l'Évangéliste en 2017.
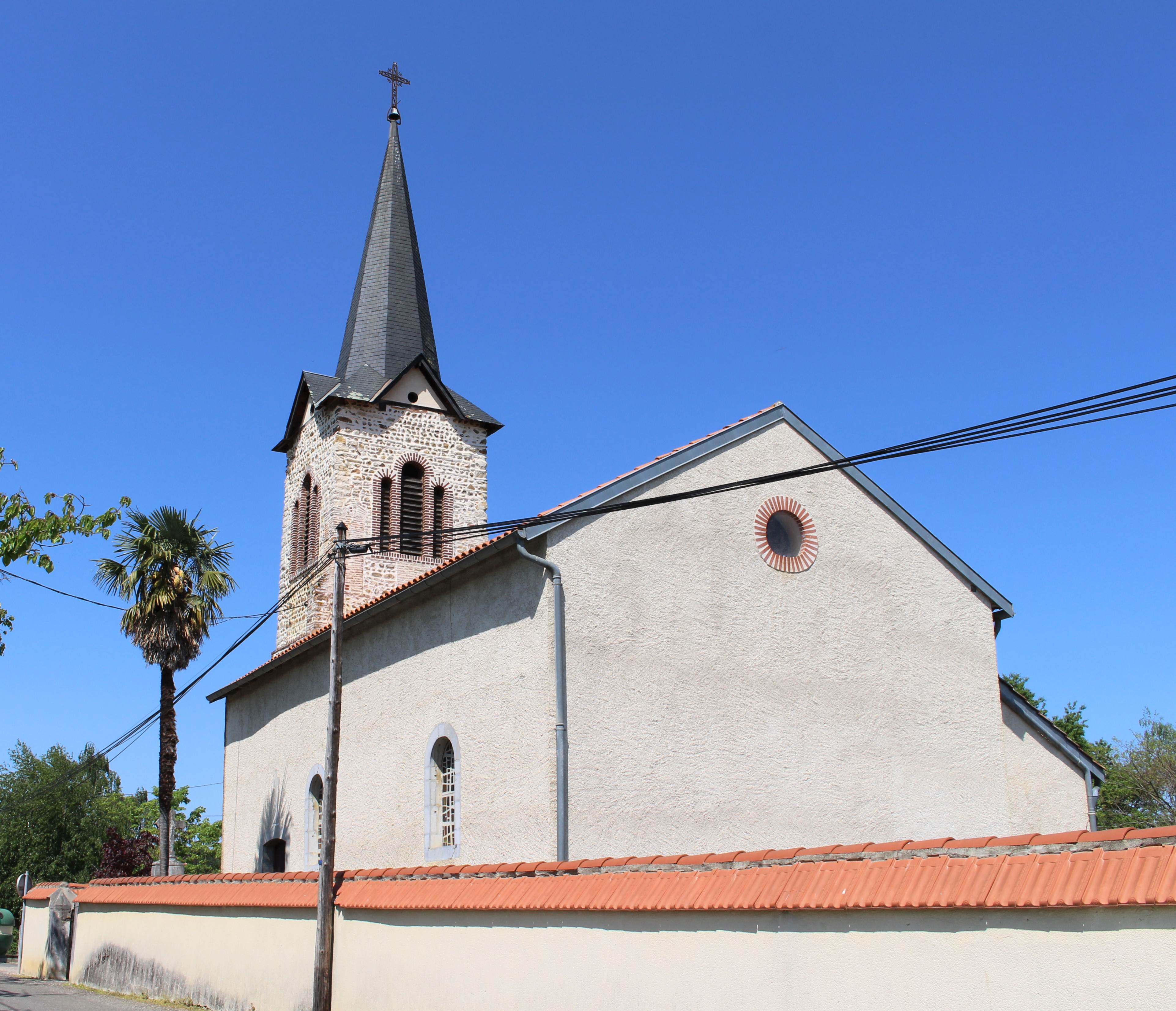
L'église.
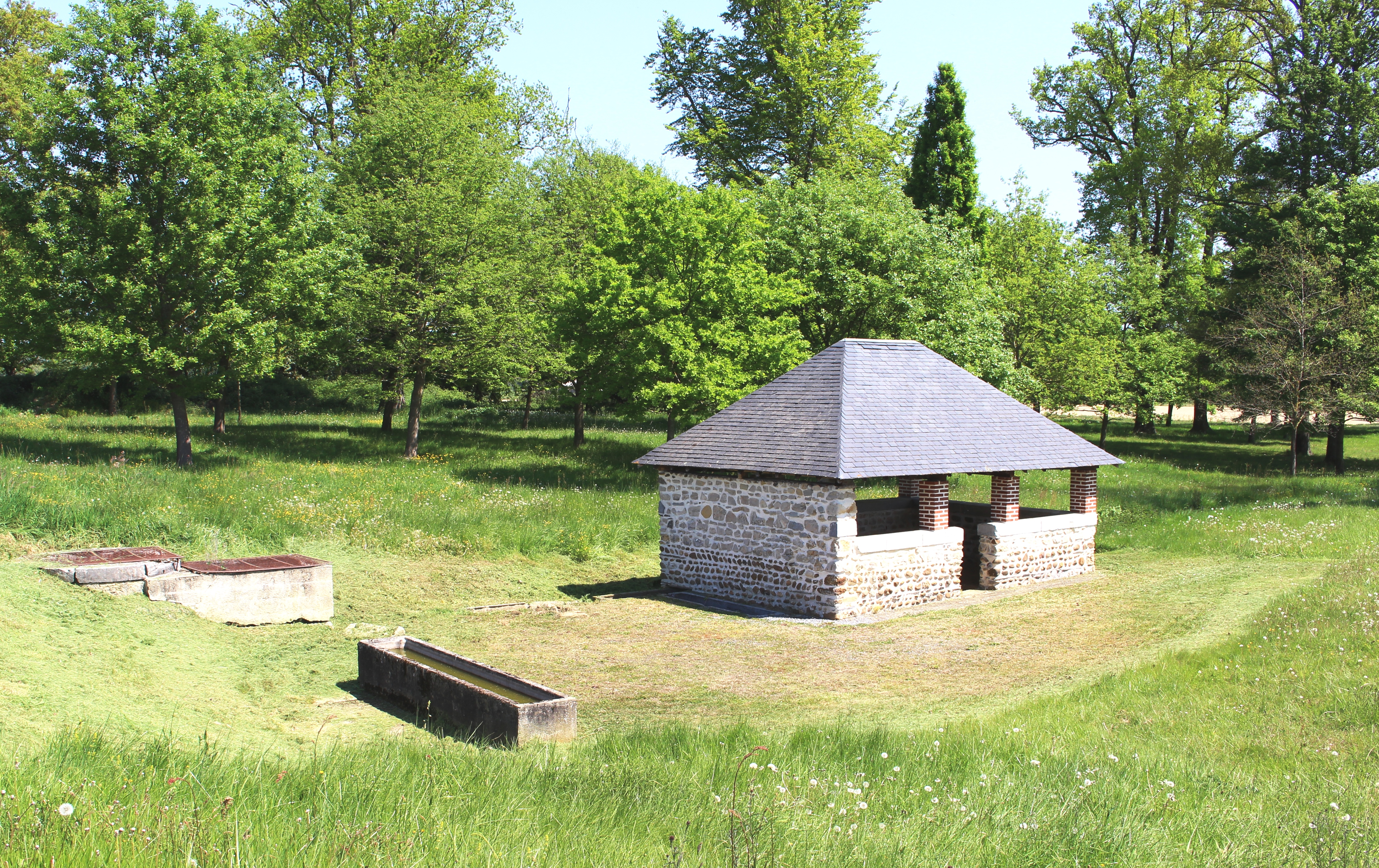
Le lavoir en 2017.
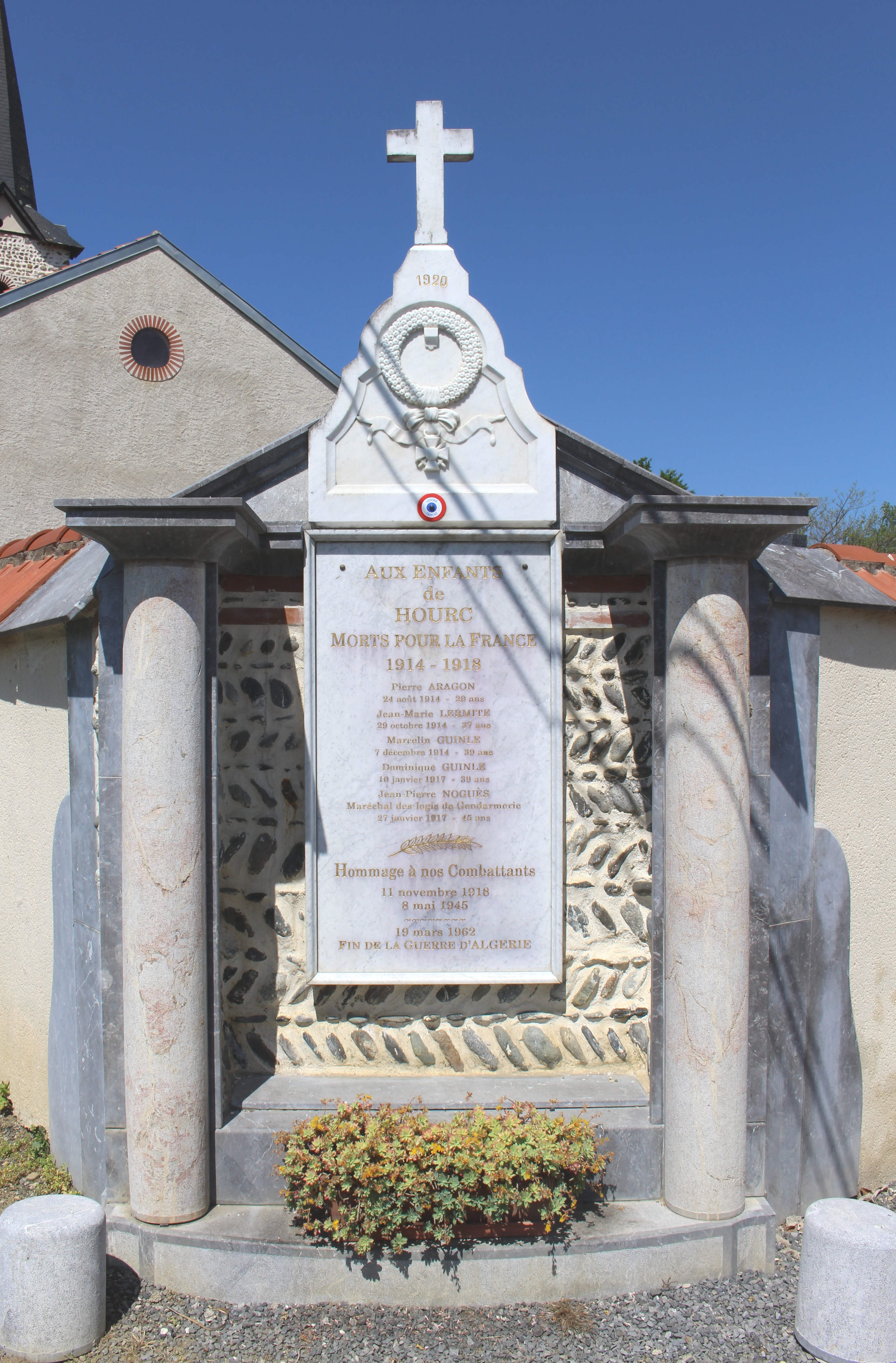
Le monument aux morts.
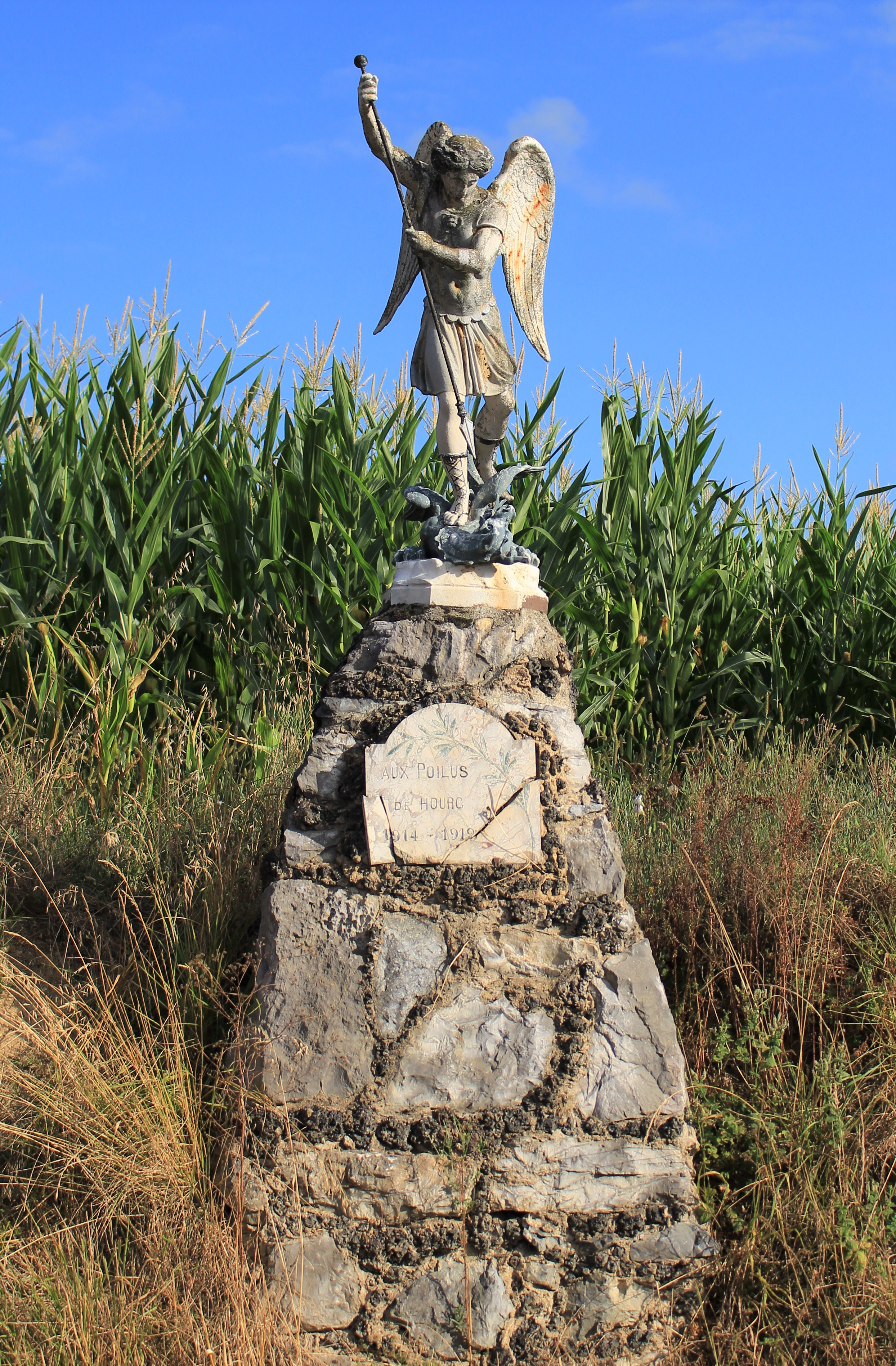
La statue.

### Héraldique
| Blason de Hourc | Blason  | D'azur au monde d'or, cintré de gueules, sommé d'une boule du même. |
| Blason de Hourc | Détails | blason vérifié auprès de la mairie.                                 |

## Pour approfondir